# Helmut Goerlich
Helmut Goerlich (* 27. Juli 1943 in Tübingen) ist ein deutscher Jurist.

## Leben
Goerlich studierte Rechtswissenschaft, Philosophie und Geschichte an den Universitäten Frankfurt am Main und Hamburg. Vor der Promotion war er Stipendiat und Visiting Scholar am jetzigen Wolfson College, Universität Cambridge, England. 1972 wurde er an der Universität Hamburg mit der Untersuchung Wertordnung und Grundgesetz zum Dr. iur. promoviert. Danach war er John-F.-Kennedy-Fellow an der School of Government der Universität Harvard, Cambridge, Mass., und später wiederholt Visiting Scholar an der dortigen Law School. 1981 habilitierte sich Goerlich an der Universität Hannover zum Thema Grundrechte als Verfahrensgarantien. Anschließend war er als Richter in der hamburgischen Verwaltungsgerichtsbarkeit tätig.
1991 nahm Goerlich einen Ruf auf eine Professur für Öffentliches Recht an der Bergischen Universität Wuppertal an. Von dort wechselte er 1992 an die Universität Leipzig, wo er bis zu seiner Emeritierung 2008 den Lehrstuhl für Staats- und Verwaltungsrecht, Verfassungsgeschichte und Staatskirchenrecht innehatte. Sein Nachfolger auf diesem Lehrstuhl ist Jochen Rozek. Während seiner Zeit an der Universität Leipzig war Goerlich auch mehrmals Dekan der dortigen Juristenfakultät. Im September 2017 verlieh ihm die İstanbul Kültür Üniversitesi auf Antrag ihrer juristischen Fakultät einen Ehrendoktorgrad (Dr. iur. h. c.).
Goerlich war Geschäftsführender Direktor des Instituts für Rundfunkrechts, Mitglied des Vorstands des Instituts für Grundlagen des Rechts und Mitglied des Instituts für Staats- und Verwaltungsrecht an der Universität Leipzig, Vorsitzender der Mitteldeutschen Vereinigung für Medienrecht e.V., Leipzig, sowie stellvertretender Vorsitzender des Instituts für Verwaltung und Verwaltungsrecht in den neuen Bundesländern e.V., Leipzig.
Im September 2019 gehörte er zu den etwa 100 Staatsrechtslehrern, die sich mit dem offenen Aufruf zum Wahlrecht Verkleinert den Bundestag! an den Deutschen Bundestag wandten.